# Reichardia picroides
Espèce
Reichardia picroides, appelée communément Cousteline ou Picridie, est une espèce de plantes à fleurs de la famille des Astéracées d'origine méditerranéenne.
C'est une plante herbacée.

## Étymologie
Autrefois appelée Picridium vulgare, la plante n'est pas amère comme le suggère son étymologie (grec pikridios, « amer ») mais plusieurs espèces proches le sont.

## Synonymes
- Hypochaeris hirta Ucria[1],[3]
- Picridium crassifolium Willk.[1],[3]
- Picridium intermedium var. gracile Sch.Bip.[1],[3]
- Picridium istriacum Gand.[3]
- Picridium lesbiacum P.Candargy[1],[3]
- Picridium lingulatum Boiss.[3]
- Picridium maritimum Rchb.f.[1],[3]
- Picridium mixtum Gand.[3]
- Picridium picroides (L.) H.Karst.[1],[3]
- Picridium prenanthoides B.D.Jacks.[3]
- Picridium rupestre Pomel[1],[3]
- Picridium sadleri Gand.[1],[3]
- Picridium vulgare Desf.[1],[3]
- Picridium vulgare subsp. vulgare[3]
- Picridium vulgare var. vulgare[3]
- Reichardia integrifolia Moench[1],[3]
- Reichardia picroides var. intermedium Hochr.[1]
- Reichardia picroides var. maritima (Batt.) Maire[3]
- Reichardia picroides var. picroides[3]
- Scorzonera picroides L.[1],[3]
- Scorzonera variifolia Salisb.[1],[3]
- Sonchus bocconi DC.[1],[3]
- Sonchus picroides (L.) All.[1],[3]
- Sonchus squamosus Lam.[1],[3]

## Liste des sous-espèces et variétés
Selon Tropicos (8 février 2020) :
- variété Reichardia picroides var. intermedia Fiori
- variété Reichardia picroides var. picroides

Selon World Register of Marine Species (8 février 2020) :
- sous-espèce Reichardia picroides subsp. picroides (L.) Roth
- variété Reichardia picroides var. gracilis (Sch.Bip.) O.Bolòs & Vigo
- variété Reichardia picroides var. intermedia (Sch.Bip.) Fiori
- variété Reichardia picroides var. robusta (Willk.) O.Bolòs & Vigo